# Бельо
Бельото е част от облеклото и представлява комплект дрехи, които се носят под други дрехи най-вече поради хигиенични причини и за да осигуряват поддръжка на определени части от тялото. В страни със студен климат те служат и да осигуряват топлина на тялото. Носят се директно върху кожата. Някои от тях като потникът и тениската например могат да се носят както като бельо, така и като обикновено облекло. Определени видове бельо се носят, за да прикриват части от тялото, за които се счита, че е неприлично да се показват, докато други видове бельо имат еротичен ефект. Някои видове бельо дори имат религиозно значение.
Женското бельо включва бикини и сутиен, много по-рядко и потник, докато мъжкото бельо се състои от слипове и потници. Поради това че бельото трябва да попива потта и да не възпалява кожата, най-предпочитаният материал е памукът. Еротичното бельо, което е обикновено от изкуствени материи или коприна, навлиза в модата на облеклото през 1980-те.
В миналото част от бельото са били корсажа и корсета, както и кюлотите.